# Martin Frost (Maler)

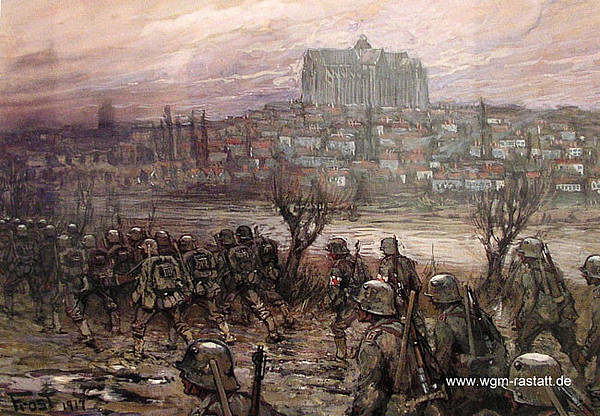
Deutsche Truppen in St. Quentin 1917

Martin Frost (* 7. April 1875 in Breslau; † 22. Juli 1928 in Kampen (Sylt)) war ein deutscher Militär- und Schlachtenmaler.
Martin Frost studierte an der Königlichen Kunst- und Gewerbeschule Breslau und an der Königlichen Akademie der Künste Berlin bei Maximilian Schäfer und Max Koner.
Im Zeitraum 1899–1900 diente er als Einjährig-Freiwilliger. Er malte hauptsächlich Landschaften und Szenen aus dem Alltag der Bauern und Fischer Norddeutschlands, aber auch expressionistische Aktstudien.
Mit Ausbruch des Ersten Weltkrieges kam er als Kriegsmaler an die Ostfront. Ab Oktober 1915 diente er an der Elsassfront, seit Januar 1916 wurde er als „zugelassener Kriegsmaler“ beim Stab der 9. Reserve-Division tätig. Seine Werke schildern den Kampf- und Kriegsalltag deutscher Soldaten in einem um Wirklichkeitstreue bemühten Stil. Frost gilt als herausragender Künstler dieses Genres. 1917 wurde ihm das Eiserne Kreuz II. Klasse verliehen.
Nach dem Krieg arbeitete er als Illustrator in Berlin hauptsächlich für Westermanns Monatshefte und die Leipziger Illustrierte Zeitung.
Viele seiner Bilder befinden sich in den Sammlungen des Wehrgeschichtlichen Museums Rastatt.